# Heather Graham
Heather Joan Graham (Milwaukee, 29 gennaio 1970) è un'attrice statunitense.
Considerata un sex symbol, i suoi ruoli più celebri includono quelli nei film Boogie Nights - L'altra Hollywood (1997), Austin Powers - La spia che ci provava (1999) e La vera storia di Jack lo squartatore - From Hell (2001).

## Biografia

### Infanzia ed inizi della carriera
Heather Graham è nata in una famiglia molto religiosa di origini irlandesi. Suo padre, Jim, è un agente dell'FBI in pensione e la madre Joan è una nota autrice di libri per bambini. Anche la sorella più giovane, Aimee Graham, è un'attrice. Heather ha trascorso i primi anni a Springfield, in Virginia, dove ha iniziato a frequentare la scuola elementare. La famiglia si è poi trasferita in California, nella Conejo Valley, dove Heather ha concluso la sua carriera scolastica. All'inizio i genitori la incoraggiarono a intraprendere la carriera di attrice, e la madre la accompagnava in automobile ai provini. Jim e Joan erano però categorici sul fatto che la figlia non avrebbe dovuto comparire in alcun film in cui venissero raffigurate scene di sesso. Questa limitazione potrebbe esserle costato il ruolo da protagonista nel film Schegge di follia del 1989, che lanciò Winona Ryder.
La Graham è però apparsa completamente nuda nel film Boogie Nights - L'altra Hollywood del 1997, pellicola che la fece conoscere. L'attrice ha rotto i rapporti con i genitori, sebbene questi ultimi abbiano diverse volte tentato una riconciliazione, e ha abbandonato la fede cattolica, dichiarando in pubblico la sua conversione a una dottrina new age, basata su religioni e filosofie orientali. Dopo il liceo, la Graham si iscrisse alla Università della California di Los Angeles, per laurearsi in arte drammatica. Durante i corsi incontrò James Woods e questo incontro fece sì che Heather, nel 1992, fosse inclusa nel cast di La notte dell'imbroglio, in cui Woods aveva un ruolo di protagonista. Dopo due anni, nonostante l'opposizione dei genitori, la Graham lasciò i corsi della UCLA per dedicarsi in pieno al lavoro cinematografico. Si trasferì a Hollywood, svolgendo vari lavori per mantenersi.

### Carriera cinematografica e televisiva
La Graham ha interpretato ruoli da attrice non protagonista in numerosi film, diverse volte attirando l'attenzione della critica, ad esempio in Drugstore Cowboy (1989), nel ruolo di Nadine. La prima parte che la fece conoscere al grande pubblico fu quella di Rollergirl nel già citato Boogie Nights - L'altra Hollywood, per cui concorse a diversi premi. Il primo ruolo da protagonista fu quello di Felicity Shagwell (Felicity Ladà, nella versione italiana) nel film Austin Powers - La spia che ci provava (1999), assieme a Mike Myers. Sempre nel 1999 ha partecipato al video del singolo American Woman, suonata e cantata dal cantante Lenny Kravitz e facente parte della colonna sonora di Austin Powers - La spia che ci provava. Nel 2001 ha interpretato il ruolo di Mary Kelly in La vera storia di Jack lo squartatore - From Hell, basato sulle vicende di Jack lo squartatore.
Anche se recita principalmente in film commerciali, la Graham ha interpretato anche ruoli in film indipendenti, diversi dei quali, come quello in Il guru del 2002, le hanno portato i consensi della critica. Nel 2001 la rivista People l'ha inserita tra le "50 persone più belle del mondo". Ha anche partecipato come guest star a diverse serie televisive, come Scrubs - Medici ai primi ferri e Arrested Development - Ti presento i miei. La programmazione di una serie che la vedeva protagonista, Emily's Reasons Why Not, è stata interrotta dalla ABC nel 2006 dopo pochi episodi. Nel 2011 compare nel videoclip ufficiale di The Day di Moby. Negli anni successivi ha recitato in molti film di successo e in ben quattro produzioni uscite tra il 2012 e il 2013, ossia Una notte da leoni 3, Compulsion, Horns e Comportamenti molto... cattivi!. Ha ottenuto un ruolo nella settima e ultima stagione della serie tv Californication, iniziata il 13 aprile 2014.

## Filmografia

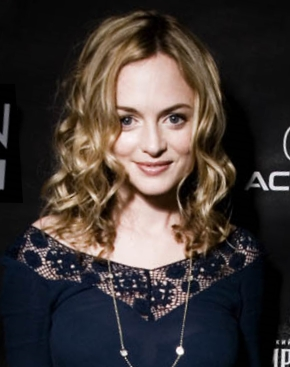
Heather Graham nel 2007

### Attrice

#### Cinema
- Fuga d'inverno (Mrs. Soffel), regia di Gillian Armstrong (1984)
- License to Drive - Licenza di guida (License to Drive), regia di Greg Beeman (1988)
- I gemelli (Twins), regia di Ivan Reitman (1988) - non accreditata
- Drugstore Cowboy, regia di Gus Van Sant (1989)
- Ti amerò... fino ad ammazzarti (I Love You to Death), regia di Lawrence Kasdan (1990)
- Verdetto: colpevole (Guilty as Charged), regia di Sam Irvin (1991)
- Shout, regia di Jeffrey Hornaday (1991)
- Fuoco cammina con me (Twin Peaks: Fire Walk with Me), regia di David Lynch (1992)
- La notte dell'imbroglio (Diggstown), regia di Michael Ritchie (1992)
- The Ballad of Little Jo, regia di Maggie Greenwald (1993)
- Cowgirl - Il nuovo sesso (Even Cowgirls Get the Blues), regia di Gus Van Sant (1993)
- 6 gradi di separazione (Six Degrees of Separation), regia di Fred Schepisi (1993)
- Don't Do It, regia di Eugene Hess (1994)
- Mrs. Parker e il circolo vizioso (Mrs. Parker and the Vicious Circle), regia di Alan Rudolph (1994)
- Desert Winds, regia di Michael A. Nickles (1995)
- Toughguy, regia di James Merendino (1995)
- Let It Be Me, regia di Eleanor Bergstein (1995)
- Swingers, regia di Doug Liman (1996)
- Entertaining Angels: The Dorothy Day Story, regia di Michael Ray Rhodes (1996)
- Kiss & Tell, regia di Jordan Alan (1997)
- Ecstasy Generation (Nowhere), regia di Gregg Araki (1997)
- Two Girls and a Guy, regia di James Toback (1997)
- Boogie Nights - L'altra Hollywood (Boogie Nights), regia di Paul Thomas Anderson (1997)
- Scream 2, regia di Wes Craven (1997)
- Alexandria Hotel, regia di Andrea Barzini e James Merendino (1998)
- Lost in Space - Perduti nello spazio (Lost in Space), regia di Stephen Hopkins (1998)
- Alien Love Triangle, regia di Danny Boyle (1999)
- Austin Powers - La spia che ci provava (Austin Powers: The Spy Who Shagged Me), regia di Jay Roach (1999)
- Bowfinger, regia di Frank Oz (1999)
- Lui, lei e gli altri (Committed), regia di Lisa Krueger (2000)
- Dimmi che non è vero (Say It Isn't So), regia di James B. Rogers (2001)
- I marciapiedi di New York (Sidewalks of New York), regia di Edward Burns (2001)
- La vera storia di Jack lo squartatore - From Hell (From Hell), regia di Albert e Allen Hughes (2001)
- Killing Me Softly - Uccidimi dolcemente (Killing Me Softly), regia di Chen Kaige (2002)
- Il guru (The Guru), regia di Daisy von Scherler Mayer (2002)
- Terapia d'urto (Anger Management), regia di Peter Segal (2003)
- Hope Springs, regia di Mark Herman (2003)
- Blessed - Il seme del male (Blessed), regia di Simon Fellows (2004)
- Cake - Ti amo, ti mollo... ti sposo (Cake), regia di Nisha Ganatra (2005)
- Mary, regia di Abel Ferrara (2005)
- Prima o poi s...vengo! (The Oh in Ohio), regia di Billy Kent (2006)
- Bobby, regia di Emilio Estevez (2006)
- Fratelli, amori e tanti guai (Gray Matters), regia di Sue Kramer (2006)
- Broken, regia di Alan White (2006)
- Adrift in Manhattan, regia di Alfredo De Villa (2007)
- Have Dreams, Will Travel, regia di Brad Isaacs (2007)
- Miss Conception, regia di Eric Styles (2008)
- Sesso, bugie e... difetti di fabbrica (Baby on Board), regia di Brian Herzlinger (2009)
- Come ti ammazzo l'ex (ExTerminators), regia di John Inwood (2009)
- Una notte da leoni (The Hangover), regia di Todd Phillips (2009)
- Tradire è un'arte - Boogie Woogie (Boogie Woogie), regia di Duncan Ward (2009)
- Professione inventore (Father of Invention), regia di Trent Cooper (2010)
- Linea nemica - 5 Days of War (5 Days of War), regia di Renny Harlin (2011)
- Little in Common, regia di Adam Bernstein (2011)
- The Flying Machine, regia di Dorota Kobiela (2011)
- Son of Morning, regia di Yaniv Raz (2011)
- Judy Moody and the Not Bummer Summer, regia di John Schultz (2011)
- About Cherry, regia di Stephen Elliott (2012)
- A qualsiasi prezzo (At Any Price), regia di Ramin Bahrani (2012)
- Una notte da leoni 3 (The Hangover: Part III), regia di Todd Phillips (2013)
- Compulsion, regia di Egidio Coccimiglio (2013)
- Horns, regia di Alexandre Aja (2013)
- Comportamenti molto... cattivi! (Behaving Badly), regia di Tim Garrick (2014)
- Wetlands, regia di Emanuele Della Valle (2017)
- Wander - Inganno mortale (Wander), regia di April Mullen (2020)
- Love, Guaranteed, regia di Mark Steven Johnson (2020)
- The Last Son, regia di Tim Sutton (2022)
- Sulle ali della speranza (On a Wing and a Prayer), regia di Sean McNamara (2023)
- L'altra Zoey (The Other Zoey), regia di Sara Zandieh (2023)
- Best. Christmas. Ever!, regia di Mary Lambert (2023)

#### Televisione
- Genitori in blue jeans (Growing Pains) – sitcom, 2 episodi (1987)
- Student Exchange – film TV, regia di Mollie Miller (1987)
- I segreti di Twin Peaks (Twin Peaks) – serie TV, 6 episodi (1991)
- Terra di pionieri (O Pioneers!) – film TV, regia di Glenn Jordan (1991)
- Fallen Angels – serie TV, episodio 2x05 (1995)
- Bullet Hearts – film TV (1996)
- Oltre i limiti (The Outer Limits) – serie TV, episodio 2x02 (1996)
- Fantasy Island – serie TV, episodio 1x01 (1998)
- Sex and the City – serie TV, episodio 5x06-6x08 (2002-2003)
- Arrested Development - Ti presento i miei (Arrested Development) – serie TV, episodio 1x14 (2004)
- Scrubs - Medici ai primi ferri (Scrubs) – serie TV, 9 episodi (2004-2005)
- Emily's Reasons Why Not – miniserie TV, 6 episodi (2006)
- Portlandia – serie TV, episodio 1x06 (2011)
- Californication – serie TV, 12 episodi (2014)
- Flowers in the Attic, regia di Deborah Chow – film TV (2014)
- Petals on the Wind, regia di Karen Moncrieff – film TV (2014)
- If There Be Thorns, regia di Nancy Savoca – film TV (2015)
- Flaked – serie TV, 4 episodi (2016-2017)
- Angie Tribeca – serie TV, 5 episodi (2016-2018)
- Law & Order True Crime: The Menendez Murders – serie TV, 7 episodi (2017)
- Bliss – miniserie TV, 6 episodi (2018)
- Get Shorty – serie TV, 2 episodi (2018)
- Desperados, regia di LP – film TV (2020)
- The Stand – miniserie TV, episodio "Pocket Savior" (2020)

#### Videoclip
- American Woman - Lenny Kravitz (1999)
- The Day - Moby (2011)

### Doppiatrice
- EverQuest II - videogioco (2004)
- Call of Duty: Black Ops III - videogioco (2015)
- Il viaggio di Norm (Norm of the North), regia di Trevor Wall (2016)

### Regista

#### Cinema
- Half Magic (2018)

## Doppiatrici italiane
Nelle versioni in italiano delle opere in cui ha recitato, Heather Graham è stata doppiata da:
- Georgia Lepore in License to Drive - Licenza di guida, Dimmi che non è vero, Bowfinger, Il guru, Scrubs - Medici ai primi ferri, Cake - Ti amo, ti mollo... ti sposo, Linea nemica - 5 Days of War, Comportamenti molto... cattivi, Angie Tribeca
- Rossella Acerbo in Lost in Space - Perduti nello spazio, Boogie Nights - L'altra Hollywood, Austin Powers - La spia che ci provava, Killing me softly - Uccidimi dolcemente, I marciapiedi di New York, Terapia d'urto, Bobby, L'altra Zoey, Best. Christmas. Ever!
- Chiara Colizzi in 6 gradi di separazione, La vera storia di Jack lo squartatore - From Hell, Law & Order True Crime, Love, Guaranteed, Sulle ali della speranza
- Ilaria Latini in Tradire è un'arte - Boogie Woogie, Una notte da leoni 3, Flaked
- Barbara De Bortoli in Hope Springs, Mary, Desperados
- Giuppy Izzo in Drugstore Cowboy, Swingers
- Valentina Mari in Lui, lei e gli altri, Sesso, bugie e... difetti di fabbrica
- Silvia Tognoloni in Shout
- Cinzia De Carolis in La notte dell'imbroglio
- Laura Latini in Una notte da leoni
- Paola Valentini in I segreti di Twin Peaks
- Monica Bertolotti in Ci siamo anche noi
- Domitilla D'Amico in Blessed - Il seme del male, Prima o poi s...vengo!
- Cinzia Villari in Professione inventore
- Debora Magnaghi in Come ti ammazzo l'ex
- Giò Giò Rapattoni in Californication
- Daniela Abbruzzese in Wander - Inganno mortale

Da doppiatrice è stata sostituita da:
- Debora Magnaghi in Call of Duty: Black Ops III
- Giuppy Izzo ne Il viaggio di Norm